# William Smith (lexicógrafo)
William Smith (Enfield, Londres, Reino Unido, 20 de mayo de 1813 - Londres, 7 de octubre de 1893), fue un distinguido lexicógrafo inglés. Fue doctor en derecho civil de Oxford y Dublín, y el rango de caballero se le confirió el 1892, el año antes de su defunción.

## Biografía
Nació en Enfield, Londres, en  1813 de padres inconformistas, fue destinado a la carrera teológica, pero acabó estudiando para ser abogado (Solicitor). En su tiempo libre aprendió de forma autodidacta los autores clásicos, y cuando entró en el University College de Londres acaparó los premios de griego y latín. Enseñó en el Gray's Inn en 1830, pero renunció a sus estudios jurídicos por una plaza en la University College School, y empezó a escribir sobre temas clásicos.
Centró su atención en la lexicografía. Su primer intento fue el Diccionario de Antigüedades griegas y romanas (Dictionary of Greek and Roman Antiquities), que apareció en 1842. La mayor parte fue escrita por él. El 1849 siguió el Dictionary of Greek and Roman Biography and Mythology y el Dictionary of Greek and Roman Geography. En este diccionario empezó a trabajar con algunos de los principales estudiosos del mundo clásico, con los que se asoció. El 1850 publicó el primero de los diccionarios escolares, y el 1853 empezó la serie Principia. Más tarde publicó Students' Manuals of History and Literature, en la que fue el principal editor. El desarrollo de esta tarea fue secundada por John Murray, el editor que, cuando los escritores iniciales de los diccionarios entraron en dificultades, se ofreció como voluntario para participar en la empresa.
Probablemente los libros más conseguidos de Smith sean los que se ocupan de temas eclesiásticos, como el Dictionary of the Bible (Diccionario de la Biblia) (1860-1865), el Dictionary of Christian Antiquities (Diccionario de Antigüedades Cristianas) (1875-1880), realizado en colaboración con la arzobispo Samuel Cheetham, y el Dictionary of Christian Biography (Diccionario de Biografía Cristiana) (1877-1887), conjuntamente con el Dr. Henry Wace.
El Atlas (The Atlas), en el que Sir George Grove colaboró, apareció el 1875. De 1853 a 1869 Smith fue examinador de clásica a la Universidad de Londres, y en su receso se convirtió en miembro del Senado. Se sentó a la Comisión para investigar cuestiones de derechos de autor, y fue durante varios años secretario de la Royal Literary Fund. Editó Gibbon, con anotaciones de Guizot y Milman.
El 1867, se convirtió en editor de la revista trimestral Quarterly Review, que dirigió hasta su muerte.